# Reagente de Tebbe
O reagente de Tebbe é um composto organometálico com a fórmula (C5H5)2Tich2Clal(CH3)2. É utilizado na metilenação de carbonilos compostos, que ele converte os compostos orgânicos que contêm a R2C ao grupo R no relacionado derivado 2C=CH2.  O reagente de tebbe é um sólido vermelho que é pirofórico no ar, e assim, é normalmente tratado com ar livre de técnicas. Ele contém dois centros tetraédricos ligados por um par de ligandos em ponte. Esse titanium possui dois ciclopentadienilo ([C5H5]-, ou anéis Cp) e em alumínio, tem dois ligantes metila. Os átomos de titânio e alumínio estão ligados em ponte por ambos CH 2 e ligandos de cloreto. Este composto exibe um quase quadrada (Ti-CH 2 ponte-Al-Cl). O reagente de Tebbe foi o primeiro composto relatado em que um grupo metileno preenche um metal de transição (Ti) e um metal do grupo principal (Al).

## Preparação
O reagente de Tebbe é sintetizado a partir da solução de dicloreto de titanoceno e trimetilalumínio. 
Cp2TiCl2 + 2 Al(CH3)3   →   CH4 + Cp2TiCH2AlCl(CH3)2 + Al(CH3)2Cl
Após cerca de 3 dias, o produto é obtido após recristalização para remover o Al(CH3)2Cl. Embora sínteses de utilizar o reagente de Tebbe isolado dão um produto mais limpo, os procedimentos de sucesso utilizando o reagente têm sido relatados. Em vez de isolar o reagente Tebbe, a solução é meramente arrefecida num banho de gelo ou banho de gelo seco antes de adicionar o material de partida. Uma síntese alternativa mas menos conveniente implica a utilização de dimethyltitanocene (reagente Petasis):
Cp2Ti(CH3)2 + Al(CH3)2Cl → Cp2TiCH2AlCl(CH3)2 + CH4
Uma desvantagem deste método, além de requerer Cp2Ti(CH3)2, é a dificuldade de separar do produto a partir de que não reagiu o reagente de partida.

## Mecanismo de reação
O reagente de Tebbe em si não reage com compostos de carbonilo, mas deve ser primeiro tratado com um ligeiro base de Lewis, tais como piridina, que gera o ativo carbono Schrock.
Também análogo ao reagente de Wittig, a reatividade parece ser impulsionada pelo elevado oxophilicity de Ti (IV). O carbono Schrock (1) reage com compostos de carbonilo (2) para dar um postulado oxatitanacyclobutane intermediário (3). Este intermediário cíclico nunca foi directamente isolado, presumivelmente porque se decompõe imediatamente para a produzir o desejado alceno (5).

## Âmbito
O reagente de Tebbe é usado em síntese orgânica para metilenação de carbonilo. Esta conversão pode também ser efetuada usando o reação de Wittig , embora o reagente Tebbe é mais eficiente especialmente para carbonilos estericamente oneradas. Além disso, o reagente de Tebbe é menos básico do que o reagente de Wittig e não dá os produtos β-eliminação. As reações metilenação também ocorrer por aldeídos , bem como ésteres e lactonas e amidas. O reagente de Tebbe converte ésteres e lactonas de éteres enólicos e amidas para enaminas. Nos compostos que contêm tanto grupos éster, a cetona seletivamente reage na presença de um equivalente do reagente de Tebbe.
O reagente Tebbe methylenates carbonilas sem racemizing uma quiral carbono α. Por esta razão, o reagente de Tebbe tem encontrado aplicações em reacções de açúcares em que a manutenção de estereoquímica pode ser crítico. O reagente de Tebbe reage com cloretos de ácido para formar enolatos de titânio, substituindo Cl-.